# L'Heure de la revanche
Pour plus de détails, voir Fiche technique et Distribution.
L'Heure de la revanche (titre original : The Long Memory) est un film britannique réalisé par Robert Hamer, sorti en 1953.

## Synopsis
Après avoir purgé une peine de prison pour un meurtre qu'il n'a pas commis, Phillip Davidson part à la recherche des personnes qui ont fait un faux témoignage au procès.

## Fiche technique
- Titre original : The Long Memory
- Titre français : L'Heure de la revanche
- Réalisation : Robert Hamer
- Scénario : Robert Hamer, Frank Harvey, d'après le roman de Howard Clewes
- Photographie : Harry Waxman
- Montage : Gordon Hales
- Musique : William Alwyn
- Direction artistique : Alex Vetchinsky
- Décors : Arthur Taksen
- Costumes : Joan Ellacott
- Son : C.C. Stevens, Gordon K. McCallum
- Producteur : Hugh Stewart
- Producteur exécutif : Earl St. John
- Société(s) de production : British Film Makers, Europa Films
- Société de distribution : General Film Distributors
- Pays d'origine :  Royaume-Uni
- Langue de tournage : anglais
- Format : Noir et blanc  — 35 mm — 1,37:1 — son mono
- Genre : Film dramatique, Film policier, Thriller, Film noir
- Durée : 96 minutes (1 h 36)
- Dates de sortie : 
  -  Royaume-Uni : 23 janvier 1953
  -  France : 12 février 1954

## Distribution
- John Mills : Phillip Davidson
- John McCallum : Superintendant Bob Lowther
- Elizabeth Sellars : Fay Lowther
- Eva Bergh : Ilse
- Geoffrey Keen : Craig
- Michael Martin Harvey : Jackson
- John Chandos : Boyd